# (2928) Epstein
(2928) Epstein est un astéroïde de la ceinture principale.

## Description
(2928) Epstein est un astéroïde de la ceinture principale. Il fut découvert le 5 avril 1976 à El Leoncito par l'Observatoire Félix-Aguilar. Il présente une orbite caractérisée par un demi-grand axe de 3,01 UA, une excentricité de 0,06 et une inclinaison de 9,5° par rapport à l'écliptique.

## Compléments